# Pelíšky
Pelíšky (Inglés: Cosy Dens) es una película checa de 1999 dirigida por Jan Hřebejk. Está parcialmente basada en la colección de cuentos humorísticos Hovno Hoří de Petr Šabach, publicada en 1994. La película se desarrolla en Praga y está protagonizada por importantes actores checos y eslovacos (ej. Boleslav Polívka y Emília Vášaryová). Narra de la vida cotidiana de dos familias vecinas de casa, las cuales se encuentran frecuentemente en conflicto por sus distintas ideologías políticas (procomunistas y anticomunistas).

## Argumento
La película está ambientada en el periodo desde Navidad de 1967 hasta la Primavera de Praga de 1968. La trama está narrada por Michal Šebek (Michael Beran), miembro de la familia Šebkovi (los vecinos de abajo) e hijo de un oficial del ejército y convencido pro-comunista. Michal està enamorado de su vecina de arriba Jindřiška Krausová (Kristýna Nováková) la cual està enamorada de su compañero de clase Elien y es hija de un héroe de la guerra, convencido nacionalista y anti-comunista.
Las interacciones cotidianas entre las dos familias crean situaciones muy humorísticas y son las que guìan la historia. Otra herramienta utilizada para desarrollar la historia es el contraste de visión de la vida entre las distintas generaciones: mientras los padres de Michal y Jindřiška se odian por cuestiones políticas, los dos jóvenes no demuestran ningún interés en el mundo político y, aunque no haya correspondencia de amor entre los dos, su amistad hace de manera que las dos familias empiecen a tolerarse más. Al final de la película, el padre de Jindřiška se casa con una profesora pariente de la familia Šebkovi y las dos familias se unen en todos los aspectos, dejando atrás sus conflictos. El día después de la boda, las tropas del Pacto de Varsovia invaden a Checoslovaquia y la familia Kraus huye a Inglaterra oficialmente por "luna de miel".

## Reparto
- Michal Šebek - Michael Beran
- padre Šebek - Miroslav Donutil
- madre Šebková - Simona Stašová
- tío Šebek - Bolek Polívka

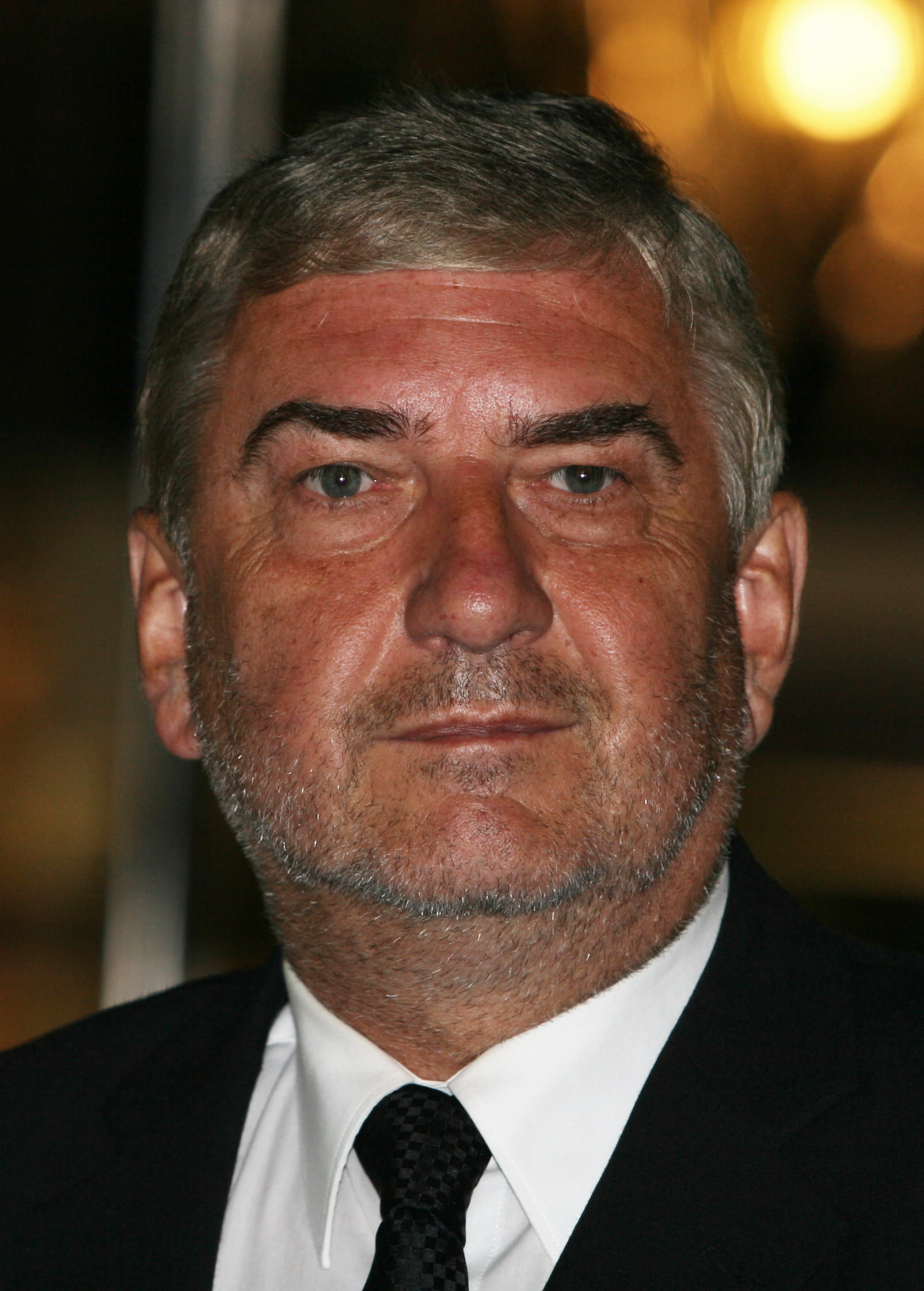
Miroslav Donutil en la 43.ª Edición de Karlovy Vary International Film Festival

- abuela Šebková - Stella Zázvorková
- Liduška Šebková "Uzlinka" - Sylvie Koblížková
- Jindřiška Krausová - Kristýna Nováková
- padre Kraus - Jiří Kodet
- madre Krausová - Emília Vášáryová
- profesora - Eva Holubová
- Péťa - Marek Morvai Javorský
- Saša Mašlaň - Jaroslav Dušek
- Dr. Stárek - Jiří Krejčík
- Elien - Ondřej Brousek
- mago - Boris Hybner
- miembro VB - Miroslav Kaman

## Producción

### Rodaje
El rodaje de la película duró 6 años y se realizó en Košíře, área residencial de Praga 5 y en la reserva natural Prokopské Údolí. Previamente, la película tenía que ser un telefilme de dos partes.

### Banda sonora
La banda sonora de la película fue publicada en 1999 por Sony Music / Bonton  ahora conocida solo como Sony Music Entertainment . Dura 62:52 minutos y en cuanto al género refleja los años de ambientaciòn de la trama. Incluye partes del diálogo de la película y varios músicos checos y eslovacos. Aunque algunas canciones tengan texto en inglés, son cantadas por artistas checos y eslovacos: Soulmen, Matadors, The Blue Effect.

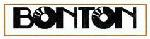
Antiguo logotipo de Bonton Music

| 01. | Sluneční hrob                                                                                           | The Blue Effect      | 3:22 |
| 02. | Dvě dávky... - Miroslav Kaman, Jaroslav Dušek (diálogo)                                                 |                      | 1:16 |
| 03. | Tu kytaru jsem koupil kvůli tobě                                                                        | Václav Neckář        | 3:27 |
| 04. | Nebe na zemi                                                                                            | Boleslav Polívka     | 2:32 |
| 05. | Kozačky... - Kristýna Nováková, Michael Beran, Ondřej Brousek (diálogo)                                 |                      | 0:23 |
| 06. | Povídej                                                                                                 | Petr Novák, Flamengo | 2:03 |
| 07. | Něco jako příbuzný... - Kristýna Nováková, Michael Beran (diálogo)                                      |                      | 0:45 |
| 08. | Pojď se mnou, lásko má                                                                                  | Waldemar Matuška     | 3:23 |
| 09. | Dávám bolševikovi rok... - Emília Vašáryová, Jiří Kodet (diálogo)                                       |                      | 0:22 |
| 10. | Čerešně                                                                                                 | Hana Hegerová        | 3:00 |
| 11. | Nerozbitná sklenička... - Miroslav Donutil, Boleslav Polívka, Silvie Koblížková (diálogo)               |                      | 0:56 |
| 12. | Ajo mama                                                                                                | Kučerovci            | 2:17 |
| 13. | Gagarinův bratr... - Miroslav Donutil, Michael Beran (diálogo)                                          |                      | 0:26 |
| 14. | La muhler renderia                                                                                      | Kučerovci            | 3:00 |
| 15. | Maršál Malinovskij... - Stella Zázvorková. Simona Stašová, Miroslav Donutil, Boleslav Polívka (diálogo) |                      | 1:39 |
| 16. | Je po dešti                                                                                             | Judita Čeřovská      | 3:17 |
| 17. | Vyděržaj, pijaněr... - Eva Holubová, Jaroslav Dušek, Marek Morvai-Javorský (diálogo)                    |                      | 0:31 |
| 18. | Lékořice                                                                                                | Václav Neckář        | 2:53 |
| 19. | Noky... - Emília Vašáryová, Kristýna Nováková, Jiří Kodet (diálogo)                                     |                      | 0:33 |
| 20. | Santa Lucia                                                                                             | Karel Gott           | 2:06 |
| 21. | Kde udělali soudruzi z NDR chybu?... - Miroslav Donutil, Boleslav Polívka, Jiří Kodet (diálogo)         |                      | 1:00 |
| 22. | Mrholí                                                                                                  | Waldemar Matuška     | 3:25 |
| 23. | Hoří hovno?... - Eva Holubová, Jaroslav Dušek, Marek Morvai-Javorský (diálogo)                          |                      | 0:31 |
| 24. | Trezor                                                                                                  | Karel Gott, Olympic  | 1:53 |
| 25. | Proletáři všech zemí... - Jiří Kodet (diálogo)                                                          |                      | 0:16 |
| 26. | Get Down From The Tree                                                                                  | Matadors             | 3:26 |
| 27. | Baby Do Not Cry                                                                                         | Soulmen              | 4:01 |
| 28. | I Wish I Were                                                                                           | Soulmen              | 2:01 |
| 29. | Snakes                                                                                                  | Blue Effect          | 2:23 |
| 30. | Průměrná ženská... - Miroslav Donutil, Boleslav Polívka (diálogo)                                       |                      | 0:30 |

### Doblaje
La película tiene doblaje en checo (original) y ruso y existen subtítulos en varios idiomas. 

## Premios
Karlovy Vary International Film Festival, 1999
- Premio FIPRESCI - Jan Hřebejk[5]

Premios León checo, 1999 
- Mejor película (premio del público)
- Mejor actor - Jiří Kodet

- Mejor cartel de la película - Aleš Najbrt

Pilsen Film Festival, 1999 
- Película más popular (premio del público) - Jan Hřebejk

Pilsen Film Festival, 2000 
- Mejor actor (premio del público) - Jiří Kodet
- Mejor actriz (premio del público) - Eva Holubová